# 北小麝鼩
北小麝鼩（学名：Crocidura suaveolens）为鼩鼱科麝鼩属的动物。分布于欧洲各地以及中国大陆陕西、安徽、内蒙古、甘肃、黑龙江、山西、山东、江苏、辽宁、宁夏、浙江、湖北、新疆、四川等地。栖息地广泛，但是较喜爱树林区域。该物种的模式产地在俄国南部。
北小麝鼩非常小，体重只有6-9克。

## 亚种
- 北小麝鼩新疆亚种（学名：Crocidura suaveolens ilensis），Miller于1901年命名。在中国大陆，分布于新疆（伊犁）等地。该物种的模式产地在新疆伊犁。[3]
- 北小麝鼩叶尔羌亚种（学名：Crocidura suaveolens lignicolor），Miller于1900年命名。在中国大陆，分布于新疆（西南部叶尔羌河）等地。该物种的模式产地在新疆巴楚。[4]
- 北小麝鼩四川亚种（学名：Crocidura suaveolens phaeopus），G. Allen于1923年命名。在中国大陆，分布于陕西、四川、湖北等地。该物种的模式产地在四川万县。[5]
- 北小麝鼩山东亚种（学名：Crocidura suaveolens shantungensis），Miller于1901年命名。在中国大陆，分布于黑龙江、安徽、内蒙古、山东、山西、江苏、辽宁、宁夏、浙江等地。该物种的模式产地在山东即墨。[6]